# Poichilodermia
La poichilodermia è una condizione della cute che consiste in aree di ipopigmentazione, iperpigmentazione, teleangectasia e atrofia.
Si conoscono vari tipi di poichilodermia, tra cui:
- La poichilodermia vascolare atrofizzante, che si presenza con chiazze rosse, giallastre, grigiastre o grigio-nere, con un assottigliamento della cute.
- La poichilodermia di Civatte (la più frequente delle poichilodermie idiopatiche), che interessa soprattutto il collo e il torace, presentandosi con una colorazione rossastra che ricorda quella delle scottature solari.[1]
- La poichilodermia sclerosante ereditaria, con alterazioni della pelle di tutto il corpo ed esordio durante l'infanzia.
- La poichilodermia di Kindler, con alcune anomalie che tendono a mitigarsi dopo l'infanzia (vesciche e alta fotosensibilità) e altre che al contrario tendono a peggiorare con l'invecchiamento (iperpigmentazione e assottigliamento dell'epidermide).

## Altre cause
La poichilodermia può essere causata da sindromi caratterizzate da uno spettro di segni e sintomi più ampio. Tra le cause congenite di poichilodermia si annoverano:
- La sindrome di Rothmund-Thomson
- La discheratosi congenita
- La eritrocheratodermia variabile, conosciuta anche come sindrome di Mendes da Costa.

Sono ereditarie anche le seguenti patologie nelle quali si manifesta poichilodermia:
- Sindrome di Degos-Touraine
- Dermatosi atrofica maculata diffusa
- Sindrome di Kindler
- Xeroderma pigmentosum

Tra le cause non congenite né ereditarie di poichilodermia, invece, figurano:
- Lesioni cutanee dovute al freddo, al calore, alle radiazioni ionizzanti, all'esposizione ad alcune sostanze chimiche
- Lichen planus
- Dermatomiosite
- Lupus eritematoso
- Sclerodermia sistemica
- Linfoma cutaneo a cellule T

## Patogenesi
La poichilodermia di Civatte, in particolare, sembra favorita dalla prolungata esposizione ai raggi ultravioletti della luce solare.

## Trattamento
Il trattamento della poichilodermia di Civatte, piuttosto difficoltoso, prevede l'erogazione di più lunghezze d'onda di luce pulsata intensa (IPL) nell'area interessata dalle alterazioni cutanee.